# Chaetonotus heideri
Chaetonotus heideri is een buikharige uit de familie Chaetonotidae. De wetenschappelijke naam van de soort werd in 1917 voor het eerst geldig gepubliceerd door Brehm. De soort wordt in het ondergeslacht Primochaetus geplaatst.